# Смоленкова, Юлия Васильевна
Юлия Васильевна Смоленкова (урожденная Рожанская, 1881—1943) — первая жена А. Н. Толстого, прототип героини повести «Жизнь» Гали.
Правнучка чувашского миссионера и проповедника, автора первой  в истории (1800)  книги на чувашском языке  Ермея Ивановича Рожанского (1741—1813). 

## Биография
Отец Юлии Васильевны, врач Василий Михайлович Рожанский (1853—1914) после окончания с золотой медалью 19 июня 1871 года Нижегородского дворянского института поступил на медицинский факультет Киевского университета, но в 1872 году перешёл на физико-математический факультет Казанского университета, который окончил в 1876 году; затем преподавал в Казанской учительской семинарии и одновременно был вольнослушателем на медицинском факультете, где в 1883 году выдержал испытание cum eximia laude, а в 1889 году защитил диссертацию на звание доктора медицины и утверждён приват-доцентом Казанского университета по кафедре частной патологии и терапии внутренних болезней; в 1893 году был командирован в Москву для приготовления к профессорскому званию по кафедре детских болезней. Был точно описан А. Н. Толстым в «Хождение по мукам» — «отец» Даши.
Юлия родилась в Самаре в 1881 году. Впервые Юлию Рожанскую А. Н. Толстой увидел на репетиции любительского драматического театра в Самаре, где он учился в местном реальном училище. Лето 1901 года они провели вместе на даче Рожанских в селе Хволынь Саратовской губернии. После окончания реального училища Толстой решил поступил в Санкт-Петербургский практический технологический институт и уговорил Юлию поехать вместе с ним в Петербург. По его совету в этом же году она поступила в Петербургский женский медицинский институт. Вскоре последовало предложение о замужестве и 3 июня 1902 года в церкви Богоявления Господня села Тургенево в состоялось венчание. А уже в январе 1903 года родился сын Юрий, который был отправлен на попечение в Самару, к её родителям.
Во время революционных событий Толстой решил уехать в Германию — к своему сокурснику по институту А. Чумакову. Там он рассчитывал продолжить учёбу в Королевской Саксонской высшей технологической школе. В Дрездене А. Толстой познакомился с начинающей художницей Софьей Исаковной Дымшиц. Развод последовал только в 1910 году, и в том же году Юлия Васильевна вышла замуж за богатого столичного купца Николая Ивановича Смоленкова, который был старше её на 16 лет и имел взрослого сына.
В 1919 году она с мужем и пасынком уехала в Ригу, где скончалась в 1943 году. Похоронена на Покровском кладбище.